# زیردریایی یو-۵۳۷

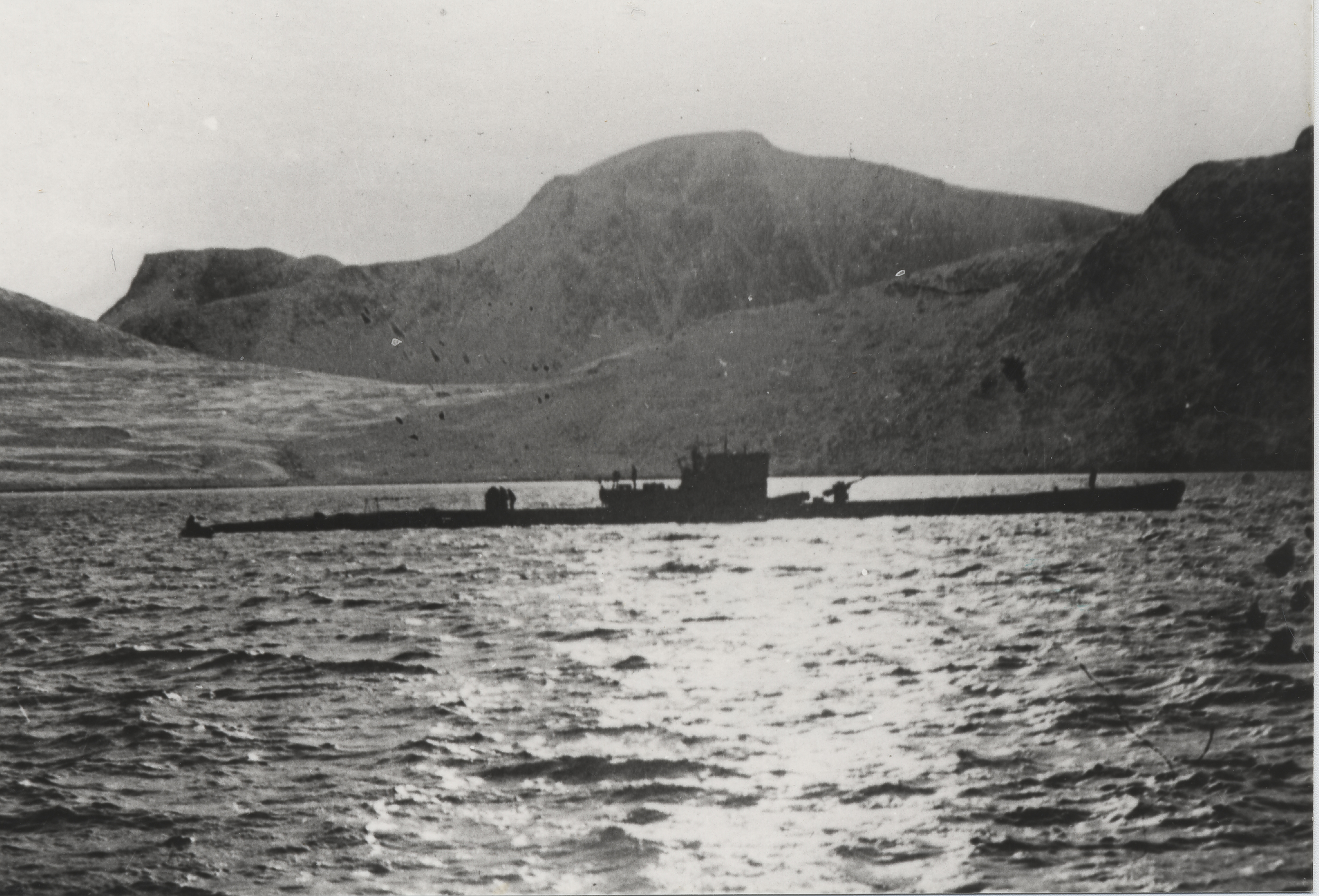
نوع IXC/40 زیردریایی یو-۵۳۷ در لنگر در خلیج مارتین، لابرادور، قلمرو نیوفاندلند در ۲۲ اکتبر ۱۹۴۳.

زیردریایی یو-۵۳۷ (به انگلیسی: German submarine U-537) یک زیردریایی بود که طول آن ۷۶٫۷۶ متر (۲۵۱ فوت ۱۰ اینچ) و ارتفاع آن ۹٫۶ متر (۳۱ فوت ۶ اینچ) بود. این زیردریایی در سال ۱۹۴۲ ساخته شد.